# Brachymeria perflavipes
Brachymeria perflavipes är en stekelart som först beskrevs av Girault 1915.  Brachymeria perflavipes ingår i släktet Brachymeria och familjen bredlårsteklar. Inga underarter finns listade.